# Citroën Jumper

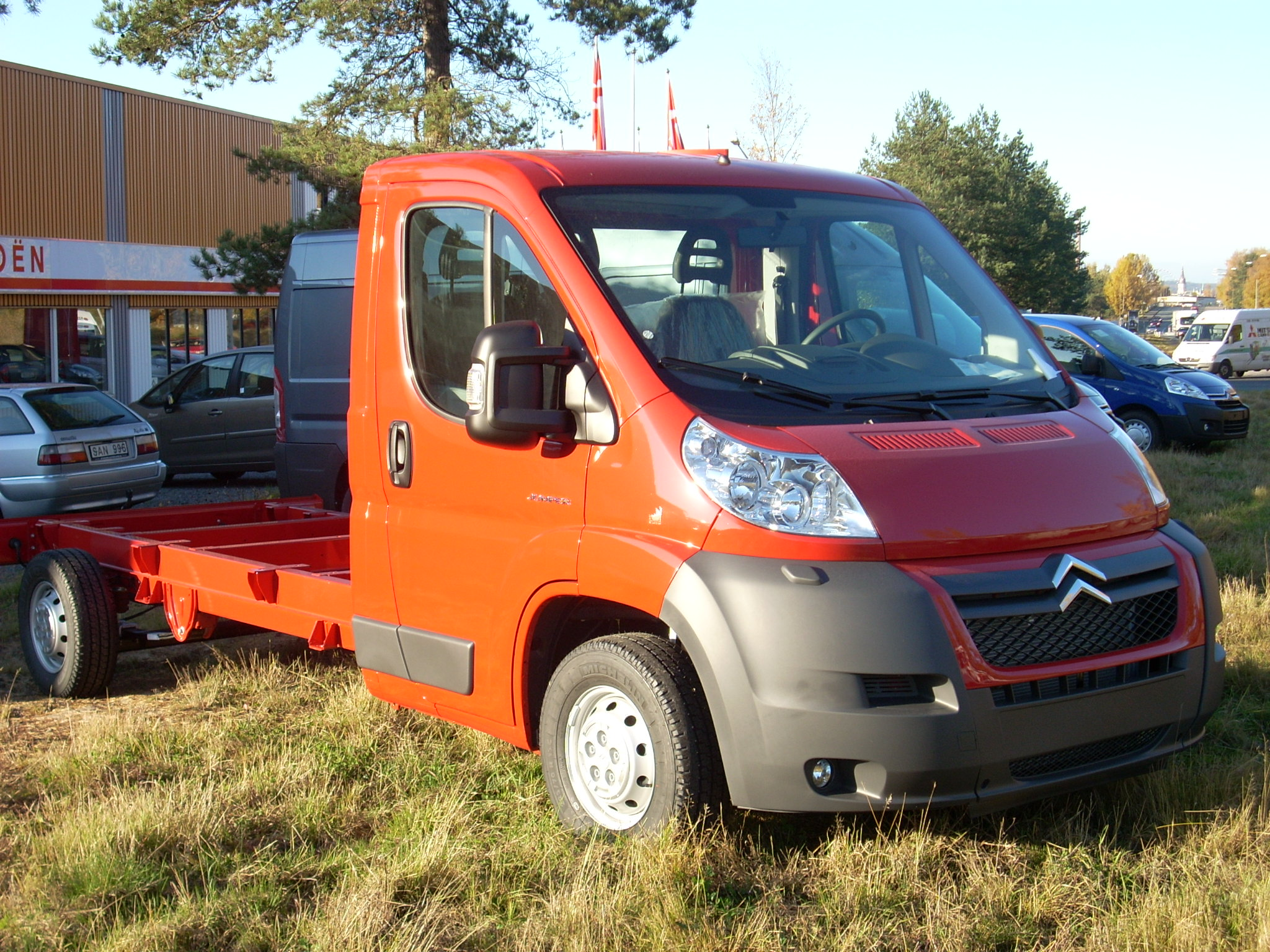
Jumper (rok 2007)

Citroën Jumper je lehké užitkové vozidlo – dodávka, vyráběná automobilkou Citroën.
Vozy se vyrábí v italském městě Val di Sangro v továrně Sevel Sud od roku 1994, kdy řada Jumper nahradila předchozí model Citroën C25. Od roku 2022 je vyráběn i v polských Gliwicích. Existuje mnoho verzí, jak pro přepravu osob tak verze pro dopravu nákladů i jen základní šasi pro různé užitkové přestavby. Jednotlivé typy se liší i délkou a výškou nástavby. Továrna v Sevel byla založena firmami Peugeot a Citroën patřícími do koncernu PSA a italským Fiatem. Tyto společnosti se spojily do koncernu Stellantis. Existují i vozy Peugeot Boxer, Opel/Vauxhall Movan, Fiat Ducato a Toyota ProAce Max (stav ke květnu 2024), které jsou s Jumperem konstrukčně shodné. 